# Elezioni presidenziali in Cile del 1927
Le elezioni presidenziali in Cile del 1927 si tennero il 22 maggio. Esse videro la conferma del Presidente uscente Carlos Ibáñez del Campo, già subentrato a Emiliano Figueroa Larraín dopo averlo costretto alle dimissioni.

## Risultati
| Candidati               | Partiti                                         | Voti    | %     |
| ----------------------- | ----------------------------------------------- | ------- | ----- |
| Carlos Ibáñez del Campo | Partito Democratico - Partito Radicale del Cile | 223 741 | 96,70 |
| Dispersi                | -                                               | 7 631   | 3,30  |
| Totale                  | Totale                                          | 231 372 | 100   |